# Ann Emery
Ann Emery (Londra, 12 marzo 1930 – Londra, 29 settembre 2016) è stata un'attrice, cantante e ballerina inglese, nota soprattutto per aver interpretato la Nonna di Billy Elliot nella produzione londinese di Billy Elliot the Musical.

## Biografia
Debutta nel West End nel musical Cats, dove interpretava Jennyanydots. Ha lavorato in numerosi musical, tra cui 70 Girls 70 (touringlese, 1992), Into the Woods (Library Theatre, 1993), Follies (Londra, 1994), Martin Guerre (Londra, 1996), Hard Times (Londra, 2000) e My Fair Lady (Londra, Royal National Theatre, 2001). 
Nel 2005 interpreta la nonna di Billy Elliot nella produzione originale del musical di Elton John tratto dall'omonimo film del 2000 e resta nel cast fino al 2010; per la sua interpretazione vince il Whatsonstage Award alla migliore attrice non protagonista. Nel 2011 interpreta Mother Dear nel musical Betty Blue Eyes, per cui viene nuovamente nominata al Whatsonstage Award alla migliore attrice non protagonista, senza però vincerlo. Nel dicembre 2011 torna ad interpretare la Nonna in Billy Elliot e resta con la compagnia fino all'8 novembre 2014, quando viene definitivamente sostituita da Gillian Elisa.
Nel 2010 ha ricevuto un premio alla carriera dalla British Music Hall Society. È morta a Londra all'età di 86 anni.